# 真中莉子
真中 莉子（まなか りこ、1986年2月14日 - ）は、日本のAV女優。特技は、バスケットボール、卓球。
初体験:15歳（高校1年のとき）で彼氏と自分の家で。体験人数:10人。（デビュービデオにて発言）

## 略歴
神奈川県出身。2005年 、『恥じらう季節』でセグシア（トライハートコーポレーション）専属女優としてAVデビュー。

## 出演作品
2005年
- 恥じらう季節（9月9日、セクシア）[1]
- 濡れる想い（10年7日、セクシア）[1]
- 小悪魔キッス（11月11日、セクシア）[1]
- 3Pしましょっ!?（12月23日、セクシア）[1]

2006年
- メイドいじめ×姪っ子いじり（1月27日、セクシア）[1]
- 着せ替えソープらんど（2月10日、セクシア）[1]
- 天使の手帳 ～エンジェル・ノート～（3月11日、オーロラプロジェクト）他出演:吉岡麗奈、水野友紀[1]
- ももねこティーンズ 真中莉子（3月23日、ワールドユニティ）[1]
- 私生活 天使たちの秘密（4月22日、光夜蝶）[1]
- ザ･ギャルナン・ゲット（4月22日、グローリークエスト）共演:川尻みゆき
- 痴女ホテル 2（5月20日、イマージュ）共演:咲あいら、佐々木渚紗、若葉ひな、華美月、さくらの、藤沢ひな、真瀬ゆいの、栗原まき、笠木あやか
- 痴漢バス女子校生・姉妹輪姦（5月26日、TMA）共演:姫乃るり[1]
- EROSTAR・2（5月30日、ゴリラプロジェクト）他出演:綾野みゆき[1]
- STREET GALS 3 Level'A（6月20日、ネクストイレブン）他出演:荒川美姫、藤沢ひな、桜月舞
- 女子高生 陵辱拉致監禁（7月20日、ヒビノ）[1]
- メガネメイドしか見たくない!4時間（8月4日、TMA）他出演:桜沢まひる、田中美久、宝月ひかる、さくらの[1]
- ネオヤプーズ3 集団調教ハーレム（12月7日、アタッカーズ）共演:月神サラ、上原留華、西村あみ、京本かえで、ほのか優、宮里さくら 他2名[1]
- 初!!ウブチンいじり あいしてあげるDVDプレミアム第9弾（12月20日、大洋図書）他10名出演[1]